# Гюнешли (Лерикский район)
Гюнешли (азерб. Günəşli), до 2007 года — Азербайджан (азерб. Azərbaycan, тал. Ozobijon), — село в составе Нодинского муниципалитета и Нодинского сельского административно-территорриального округа в Лерикском районе Азербайджана.

## История
До 2007 года село называлось Азербайджан. Село входило в состав Нодинского сельского административно-территорриального округа Лерикского района, но представляло собой и отдельный муниципалитет, который состоял из сёл Азербайджан и Бабагил.
Законом от 8 мая 2007 года село Азербайджан было переименовано в Гюнешли. Законом от 1 апреля 2008 года муниципалитет также был переименован в Гюнешли.
Законом от 29 мая 2009 года путём объединения Гюнешлинского и Нодинского муниципалитетов Лерикского района был образован Нодинский муниципалитет, состоящий из сёл Бабагил, Бильня, Гюнешли и Нода.

## Население
Население составляет 1022 человека.

## Водопад
Водопад Гюнешли — водопад в Гюнешли, расположенный в глубине густого леса. 8 мая 2007 года решением Национального Собрания Азербайджанской Республики село, входящее в состав административной территории села Нода Лерикского района, было названо Гюнешли. Водопад Гюнешли расположен на высоте 1000 м над уровнем моря. Высота водопада Гюнешли составляет 7 метров, а ширина — 5 метров. Водопад Гюнешли стремительно течет и разделяется на притоки, называемые Варазу и Визазамин отдельно. Эти два притока вместе называются Лерикчай.